# Metzradt

Wappen derer von Metzradt

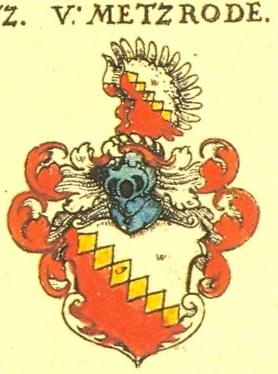
Wappen der Metzradt (von Metzrode) bei Siebmacher 1605, zweite Reihe, fünfte Spalte

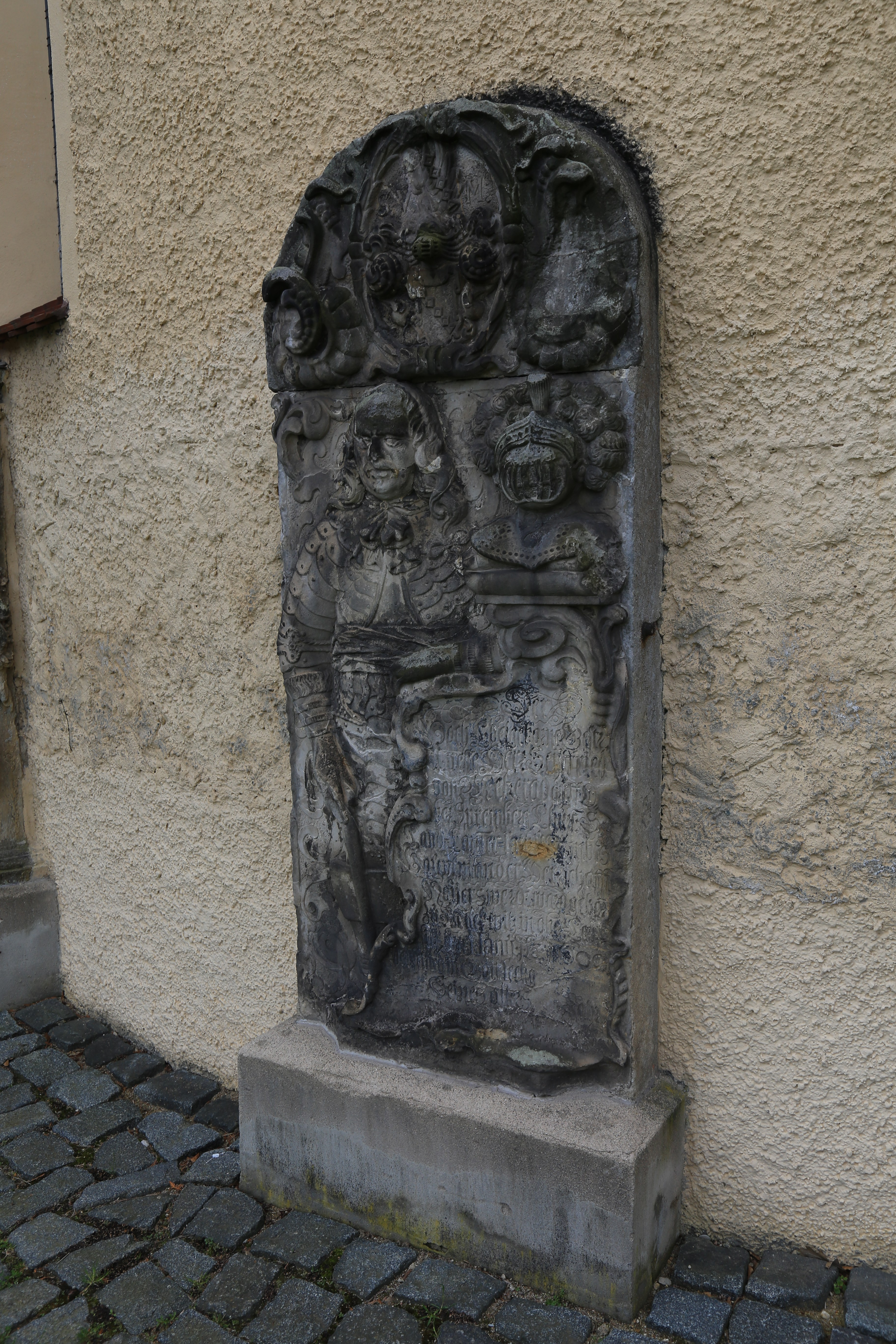
Epitaph für Seyfried von Metzradt. Dorfkirche Spremberg.

Metzradt, auch Metzrad, ist der Name eines alten ursprünglich sächsischen Adelsgeschlechts. Die Familie, deren Zweige zum Teil bis heute bestehen, gehört zum Oberlausitzer Uradel.

## Geschichte

### Herkunft
Nach Ernst Heinrich Kneschke erscheint das Geschlecht bereits in der ersten Hälfte des 13. Jahrhunderts. So sollen Angehörige, zusammen mit weiteren Adelsfamilien, 1224 zu den Mitstiftern des Minoritenklosters zu Budissin (mit der Bautzner Mönchskirche) gehört haben, sowie 1322 der Kirche zu Milkel.
Erstmals urkundlich und siegelnd erscheint die Familie am 14. September 1324 mit den Söhnen von Sibert de Meczinrod, Colmann, Fritzko und Johann und deren Söhnen.

### Ausbreitung und Persönlichkeiten
Melchior von Metzradt und Kringelsdorf war 1545 Marschall am Hofe der Herzöge von Brieg. Er war der Stammvater aller weiteren Metzradt in Oberschlesien.
Hans von Metzradt erscheint 1489 als Oberamtshauptmann in der Oberlausitz. Hannibal von Metzradt auf Doberschütz wurde 1541, Nicol auf Schönbach 1547, Hans auf Techritz 1548 und im gleichen Jahr Christoph von Metzradt auf Wülckwitz Landrichter in der Oberlausitz. Wilhelm von Metzradt war um 1530 kaiserlicher Oberst und zeichnete sich im Krieg gegen die Türken aus. Magaretha von Metzradt war 1537 Äbtissin im Kloster St. Marienstern. Nicolaus von Metzradt, kaiserlicher Rat, wurde 1549 Kommissar als das Kurfürstentum Sachsen Kaiser Karl V. das Herzogtum Sagan übergab. Christoph von Metzradt auf Schnallern befehligte 1566 alle 260 Reiter, welche die oberlausitzischen Stände Kaiser Maximilian II. im Kampf gegen die Türken zu Hilfe schickten. Hans Wolff von Metzradt auf Colmen war zunächst Oberschenk des sächsischen Kurfürsten Johann Georg I. und wurde später zum Hausmarschall ernannt. 1608 war ein Abraham von Metzradt auf Oppeln Teil einer Gesandtschaft nach Prag.  Einer seiner Nachkommen aus der meissenschen Linie war wahrscheinlich Wolff Heinrich von Metzradt, der 1699 herzoglich weißenfelsischer Hauptmann und Oberkammerjunker war.
Die Linie in Böhmen ging vermutlich aus dem Hause Kleinbautzen hervor. Heinrich von Metzradt erscheint 1490 als königlich böhmischer und ungarischer Oberschenk. Von Christoph von Metzradt auf Kleinbautzen, der Anfang des 16. Jahrhunderts lebte, stammte Caspar, königlich böhmischer Hauptmann und Oberforstmeister des Schlosses Priglitz in Böhmen ab. Ein weiterer Nachkomme war Abraham auf Kleinbautzen, Amtshauptmann der Oberlausitz, der 1602 zu Chemnicz in Böhmen starb. Er hinterließ 18 Kinder. Von seinen Söhnen wurde Christoph († 1600) Domherr zu Magdeburg und Caspar auf Doberschütz kaiserlicher Rat, Oberamtsverwalter und Landeshauptmann in der Oberlausitz. Er starb kinderlos 1618. Abraham, ein weiterer Sohn von Abraham auf Kleinbautzen, war zunächst Rat der Grafen von Rosenberg in Böhmen und um 1620 Landesbestallter in der Oberlausitz. Sein Bruder Heinrich von Metzradt war Landesältester und später Administrator der Landvogtei in der Oberlausitz. Dieses Amt legte er wegen seines Alters 1648 nieder und starb als kursächsischer Rat ohne Erben 1662.
Die später in der Oberlausitz ansässige Linie stammte aus dem Hause Uhyst. Die Stammreihe beginnt mit Hans von Metzradt († 1569) auf Eselsberg und Dürrbach. Sein Enkel Caspar von Metzradt auf Uhyst und Eselsberg starb 1656 als Landesältester im Kreis Görlitz. Sein Sohn Hans Rudolph auf Uhyst († 1684) wurde ebenfalls Landesältester und kursächsischer Rat. Dessen  gleichnamiger Sohn, Herr auf Uhyst, Lippen, Geislitz, Driewitz und Ratzen, war königlich polnischer und kurfürstlich sächsischer Rat. Er konnte die Linie mit drei Söhnen fortsetzen.
Ein aus dem Haus Räckelwitz stammender Zweig saß früher zu Milckwitz. Stammvater dieses Zweigs war Christoph von Metzradt auf Räckelwitz, der um 1567 verstarb und drei Söhne hinterließ. Sein Enkel Christoph (II.) von Metzradt, Sohn von Hans von Metzradt auf Rackelwitz und Hennersdorf, war Erbe der väterlichen Güter. Dessen Nachkomme Christoph (III.) von Metzradt wurde oberlausitzer Landrichter. Sein Sohn Seyfried (Siegfried) von Metzradt (1600–1668) auf Milckwitz war Klostervogt im Stift Marienstern und starb 1668 als kursächsischer Landrat und Amtshauptmann der Herrschaft Hoyerswerda. Er war Rittergutsbesitzer von Ober-Spremberg, heute Stadt Neusalza-Spremberg. Sein Epitaph befindet sich an der Apsis (außen) der Dorfkirche Spremberg.
In neuerer Zeit dienten zahlreiche Angehörige der Familie in der kursächsischen bzw. königlich sächsischen Armee, so unter anderem Mitte des 19. Jahrhunderts Johann Carl Adolph von Metzradt als Oberstleutnant und Kommandant des 2. Infanterie-Bataillons (siehe auch Landhaus Mehlhorn). Ernst Caspar von Metzradt war Major im 13. Infanterie-Bataillon und Adolph Louis von Metzradt Hauptmann im 10. Infanterie-Bataillon.
Bis in Mitte des 18. Jahrhunderts konnte über mehrere Generationen die Begüterung Metzradts Hof, auch als Schloss Niedersohland tituliert, bei der Gemeinde Sohland an der Spree in der Nähe von Bautzen bewirtschaftet werden.
Um 1869 ist Maximilliane von Metzradt, geborene Freein von Werthern, Stiftshofmeisterin zu Joachimstein Sachsen. Des Weiteren ist ein Christoph Heinrich in der genealogischen Forschung aktenkundig, ohne dass direkt nähere Angaben vorliegen. In einem Jahresbericht des Realgymnasiums Pirna von 1906 wird der Schüler Karl von Metzradt-Pirna erwähnt, als Beruf des Vaters wird Generalmajor deklariert.
Mathilde von Metzradt trat zwischen 1936 und 1954 als Schriftstellerin auf, mit historisierenden, germanentümelnden Exotismen als Sujet.
Anfang der 1920er Jahre bildete sich ein Nebenzweig der Familie heraus, die Familie Roth von Schreckenstein-Metzradt, die historisch zu den Metzradt gehört. Die dazugehörige Entwicklung geht auf die Ehebeziehung der Mathilde Roth von Schreckstein-Billafingen, Schwester des Heraldikers und Historikers Karl Roth von Schreckenstein-Billafingen, mit dem sächs. Oberstleutnant und Kommandeur Carl von Metzradt (1814–1866) zurück. Der Sohn aus dieser Beziehung war Rudolf Carl von Metzradt (1853–1895), verheiratet mit Elly Loimann (1866–1939), wieder verheiratet 1906 mit dem General Egon von Gersdorff. Aus der Ehe von Rudolf Carl und Elly stammt der Sohn Carl (Carl Erdmann) von Metzradt. Er war in zweiter Ehe seit 1924 mit der niedersächsischen Fabrikantentochter Lucie Ende liiert, ihr gemeinsamer Sohn Dewi wurde 1941 in Caernarvon in Wales geboren. Er wurde durch die neue Gutsbesitzerin von Schloss Billafingen am Bodensee, Maria Roth von Schreckenstein, der Enkeltochter des besagten Karl Roth von Schreckstein, im August 1953 adoptiert. Die Familie lebte dann mindestens bis in die 1950er Jahre auf den kleinen Herrensitz Lower Tinakilly, Wicklow, in Irland. (Carl Alexander Dewi) trug den vollständigen Namen Dewi Roth von Schreckstein-Metzradt. Im September 1953 bestätigte dies der Deutsche Adelsrechtsausschuss. Die amtsgerichtliche Bestätigung erfolgte im Februar 1954 in Überlingen. In Irland leben bis heute Nachfahren. Weitere gesicherte genealogische Angaben liegen nicht vor.

## Wappen
Das Wappen ist durch sechs schrägrechts aneinandergereihte goldene Rauten von Silber und Rot geteilt. Auf dem Helm mit rot-silbernen Helmdecken ein geschlossener, wie der Schild bezeichneter Flug.